# Kot Moman
Kot Moman é uma cidade do Paquistão localizada na província de Punjab.